# Standard (chimica)
In chimica, uno standard è:
- una sostanza di riferimento, generalmente di elevata purezza, oppure
- una soluzione a concentrazione esattamente nota prodotta in loco o acquisita sul mercato da usare come riferimento
  - in analisi qualitativa, per identificare una sostanza
  - in analisi quantitativa, per dosare una sostanza in un campione
  - per la verifica delle prestazioni di strumenti analitici

Gli standard possono essere acquisiti sul mercato, spesso corredati da dichiarazioni di conformità rilasciate da laboratori accreditati, oppure preparati, purificati e validati internamente al laboratorio stesso che intende servirsene, oppure ancora preparati internamente ma validati in collaborazione con altri laboratori.
A volte - specie quando i costi di preparazione, purificazione e validazione rendono lo standard un prodotto particolarmente costoso, nonché per evitare le possibilità di contaminarlo - è prassi utilizzare una sostanza standard per validare un altro campione, meno puro, da usare in sua vece. Tale sostituto prende il nome di standard secondario, mentre quello usato per la validazione standard primario, ed è quello che viene in pratica utilizzato per svolgere le normali attività analitiche. L'operazione di qualifica di uno standard prende il nome di standardizzazione.